# Тисова гора
Ти́сова Гора́ — комплексна пам'ятка природи місцевого значення в Україні. Розташована в межах Сколівського району Львівської області, на південь від села Коростів. 
Площа 1,9 га. Статус надано згідно з рішенням Львівської облради від 9.10.1984 року № 495. Перебуває у віданні ДП «Сколівський лісгосп» (Козівське лісництво, кв. 4, вид. 14). 
Статус надано з метою збереження та охорони єдиного на території Сколівського лісгоспу насадження тиса ягідного.